# Chthonius pusillus
Chthonius pusillus är en spindeldjursart som beskrevs av Beier 1947. Chthonius pusillus ingår i släktet Chthonius och familjen käkklokrypare. Inga underarter finns listade i Catalogue of Life.